# Cmentarz parafialny w Rędzinach
 Cmentarz parafialny w Rędzinach – cmentarz parafialny rzymskokatolickiej parafii św. Otylii w Rędzinach koło Częstochowy.
Cmentarz położony jest tuż obok kościoła NMP Nieustającej Pomocy. Historia cmentarza sięga XIX wieku. Wraz z kościołem i ogrodzeniem jest wpisany do rejestru zabytków pod numerem A/431/88 (wpisu dokonano 27 maja 1988).

## Zabytkowe groby
Na cmentarzu znajduje się 29 zabytkowych grobów (na stronie internetowej cmentarza w rubryce „zabytkowe groby” widnieje 30 pozycji, przy czym jeden grób jest opisany jako nieodnaleziony). Wśród nich między innymi:
- Mogiła 20 ofiar terroru hitlerowskiego – grób 20 ofiar publicznej egzekucji w Rudnikach, powieszonych przez okupantów niemieckich 11 września 1942. Zwłoki ofiar początkowo zakopano w lesie niedaleko miejsca egzekucji. 22 kwietnia 1945 zostały one ekshumowane i pochowane na cmentarzu w Rędzinach. Na pomniku widnieje 10 nazwisk, jednak łącznie udało się ustalić tożsamość 14 ofiar[3][4].
- Grób Konrada Korczaka Hubickiego, powstańca styczniowego, który brał udział między innymi w potyczce w Sosnowcu. Nagrobek został ufundowany przez Stefana Hubickiego, przyrodniego brata Konrada[5][6].
- Grób Feliksa Erazma Czakiego, również powstańca styczniowego, zmarłego w 1921. Na pomniku upamiętniony jest także jego krewny, ksiądz Saturnin Czaki – proboszcz parafii w Rędzinach w latach 1908–1921, który zginął w trakcie II wojny światowej w obozie koncentracyjnym w Sachsenhausen[5][6][7].
- Grób Magdaleny Litwickiej, zmarłej 7 lutego 1886, żony oficera armii Królestwa Polskiego[8].

## Pochowani
- Stanisław Wizner (1893–1942) – kapitan rezerwy Wojska Polskiego, działacz konspiracyjny podczas II wojny światowej[9],
- Bronisław Klimczak (1913–1950) – uczestnik kampanii wrześniowej, działacz konspiracyjny[10].
- Zofia Łęgowik (1929-2017) – inżynier chemik, porucznik Wojska Polskiego, poseł na Sejm PRL V, VI i VII kadencji[11].